# Ronneby (Minnesota)
Ronneby – jednostka osadnicza w Stanach Zjednoczonych, w stanie Minnesota, w hrabstwie Benton.